# Sáluhávrre
Sáluhávrre, enligt tidigare ortografi Sallohaure, är en sjö i Jokkmokks kommun i Lappland och ingår i Luleälvens huvudavrinningsområde. Den äldre namnformen Sallohaure används parallellt med den nya på kartorna. Sjön har en area på 23,8 kvadratkilometer och ligger 546 meter över havet. Sáluhávrre ligger i Padjelanta Natura 2000-område och avvattnas av vattendraget Varggá.
Vid sjöns östra sida har Sirges sameby ett av sina sommarläger.

## Delavrinningsområde
Sáluhávrre ingår i det delavrinningsområde (749561-154772) som SMHI kallar för Utloppet av Sallohaure. Medelhöjden är 648 meter över havet och ytan är 75,09 kvadratkilometer. Räknas de 17 avrinningsområdena uppströms in blir den ackumulerade arean 280,5 kvadratkilometer. Varggá som avvattnar avrinningsområdet har biflödesordning 3, vilket innebär att vattnet flödar genom totalt 3 vattendrag (Vuojatädno, Stora Luleälven, Luleälven) innan det når havet efter 382 kilometer. Avrinningsområdet består mestadels av kalfjäll (66 procent). Avrinningsområdet har 24,13 kvadratkilometer vattenytor vilket ger det en sjöprocent på 32,1 procent.

## Galleri

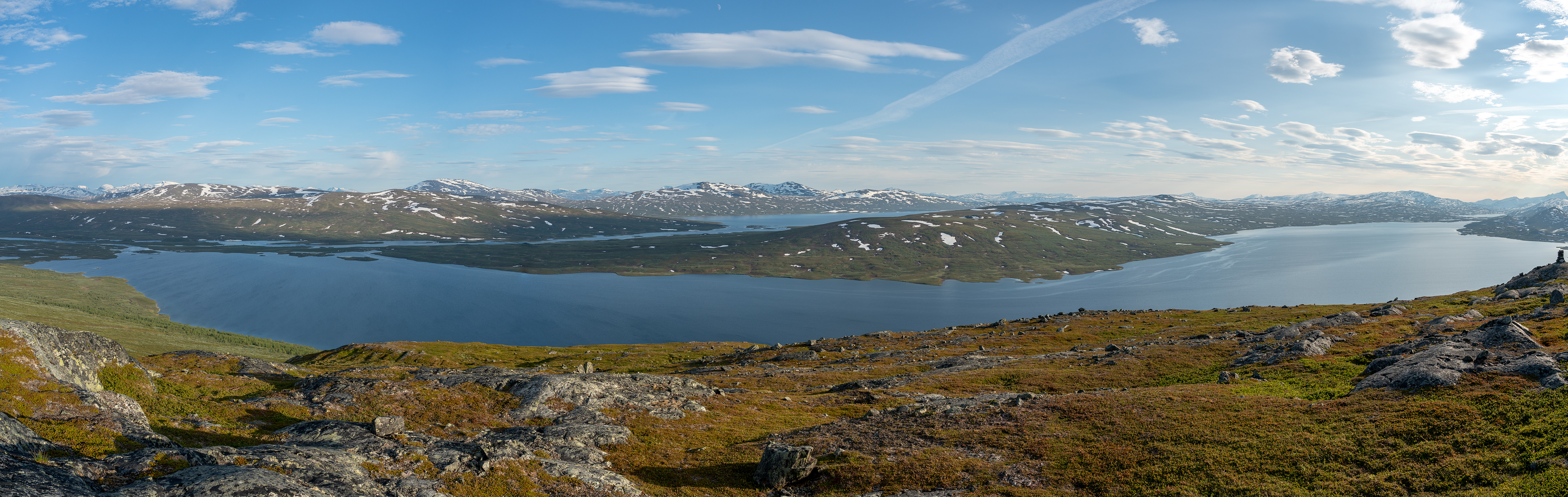
Sáluhávrre - vy mot söder.
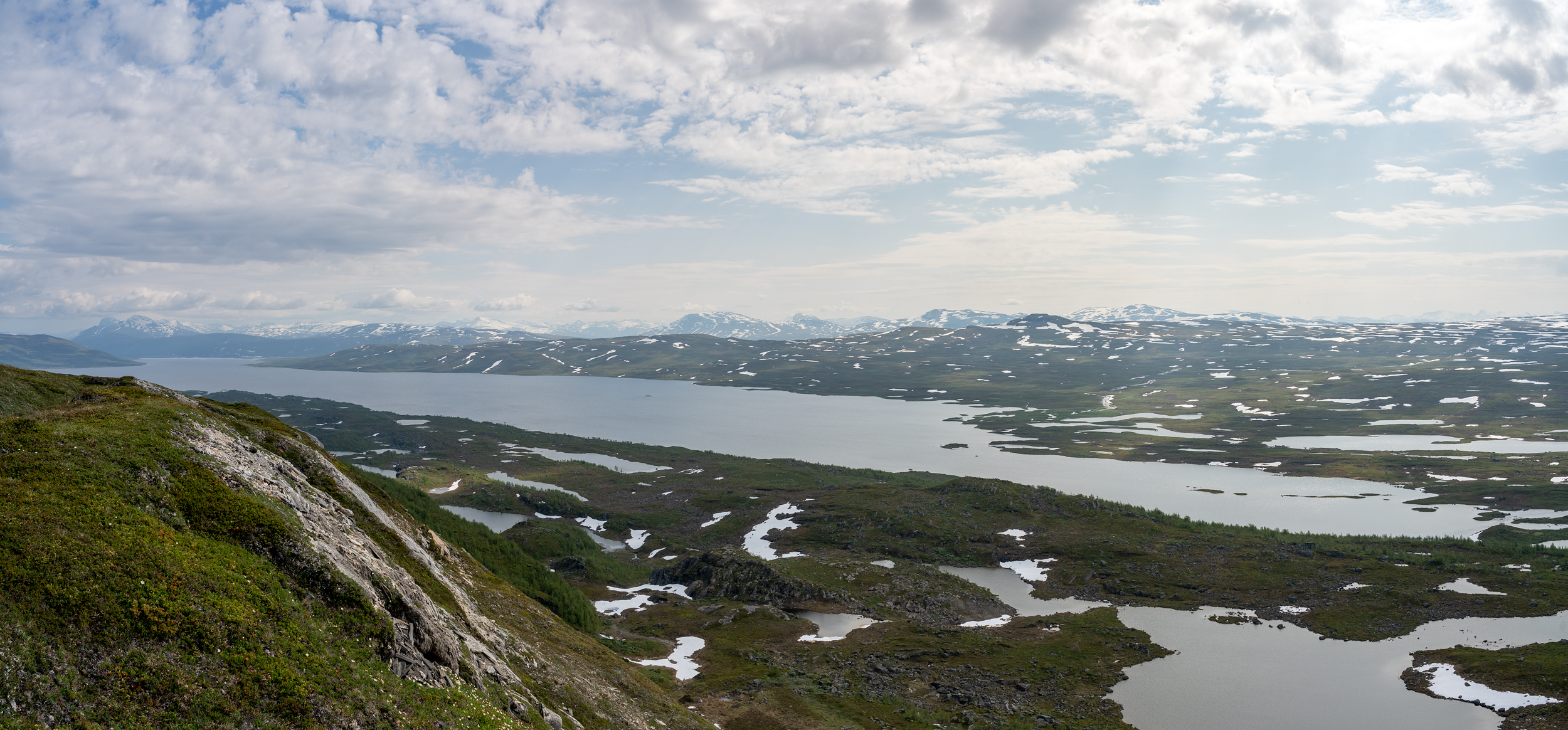
Sáluhávrre - vy mot öster.